# Powstanie wielkanocne
Powstanie wielkanocne (irl. Éirí Amach na Cásca, ang. Easter Rising) – wystąpienie zbrojne grupy powstańców w Dublinie 24 kwietnia 1916 roku.

## Przebieg wydarzeń
W drugi dzień świąt wielkanocnych powstańcy (połączone siły Irlandzkich Ochotników i socjalistycznej Armii Obywatelskiej Jamesa Connolly’ego) opanowali gmach dublińskiej poczty oraz wiele innych budynków w mieście i proklamowali utworzenie Republiki Irlandii, której prezydentem został Patrick Pearse. Nie uzyskali jednak poparcia ludności miasta. Przeciwko 2 tys. powstańców ruszyła brytyjska armia. Walki, podczas których gmach poczty i okolice zostały zniszczone ogniem artyleryjskim, trwały sześć dni. Ostatecznie okrążeni powstańcy skapitulowali. Powstanie kosztowało życie około 500 osób i okazało się totalnym niepowodzeniem. Większość Irlandczyków uznała powstańców odpowiedzialnymi za wielkie zniszczenia, jakich w trakcie walk doznał Dublin.
Pokonawszy powstańców przy poparciu lub milczeniu większości Irlandczyków, brytyjski rząd popełnił jednak ogromny błąd. W krótkim czasie straconych zostało 16 przywódców powstania (w tym Patrick Pearse i James Connolly). Egzekucje te wywołały oburzenie nie tylko w Irlandii, ale też w Wielkiej Brytanii i USA. Rząd brytyjski zmienił kolejnym 75 powstańcom wyroki śmierci na dożywotnie pozbawienie wolności, ale było już za późno. Mimo militarnej klęski powstańcy zwyciężyli propagandowo, zyskując sympatię milionów ludzi. Wystraszeni Brytyjczycy aresztowali 2,5 tys. Irlandczyków, którzy w większości nie mieli nic wspólnego z powstaniem. To jedynie pogorszyło sytuację. Umiarkowane ugrupowania w Irlandii bardzo szybko straciły poparcie na rzecz radykałów. Najbardziej wzrosło poparcie dla Sinn Féin, która nie miała nic wspólnego z powstaniem, ale stała się głównym celem represji. Michael Collins (jeden z powstańców) rozpoczął odbudowę Irlandzkich Ochotników, wkrótce przekształcając ich w Irlandzką Armię Republikańską (IRA). Chcąc powstrzymać radykalizację nastrojów, rząd ułaskawił powstańców i zaczął zwalniać aresztantów. Jednak działania te były spóźnione – większość Irlandczyków popierała już zwolenników walki o niepodległość.
Często powstanie to uznaje się za początek IRA, która zresztą przez cały okres swego istnienia uznaje się za armię powołanej wtedy republiki. Postawy tej nie zmieniło utworzenie w 1949 roku Republiki Irlandzkiej obejmującej 26 hrabstw, gdyż republika proklamowana przez powstańców w 1916 roku obejmowała wszystkie 32 irlandzkie hrabstwa (czyli dzisiejszą Republikę Irlandii i Irlandię Północną).

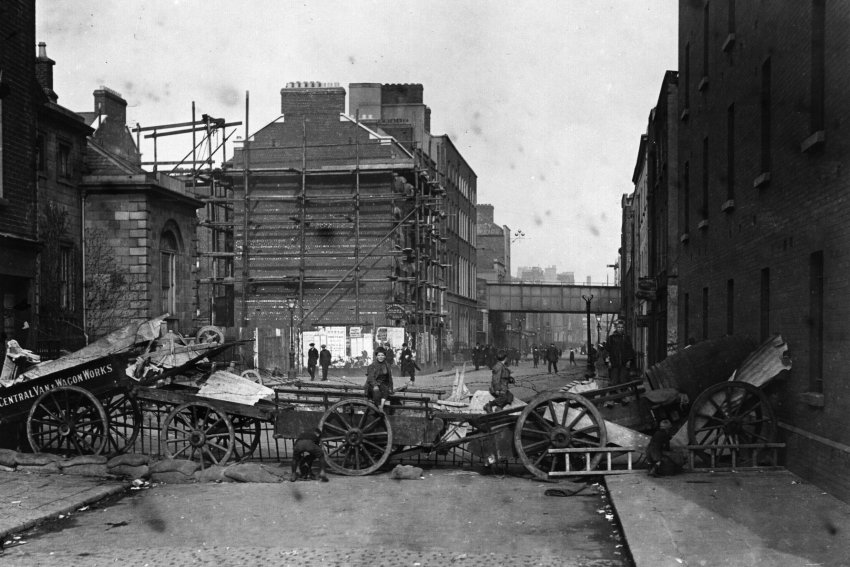
Barykada w Dublinie podczas powstania
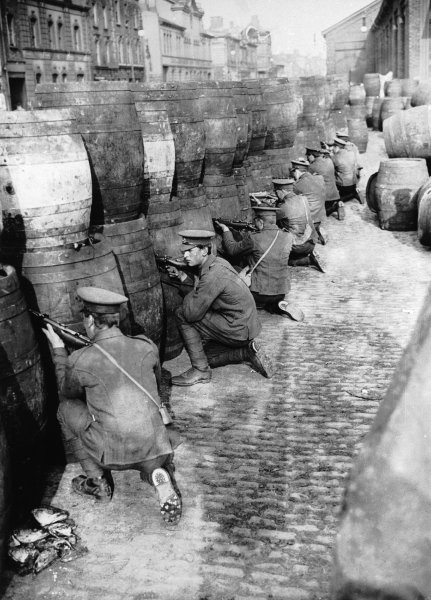
Brytyjscy żołnierze za barykadą w Dublinie
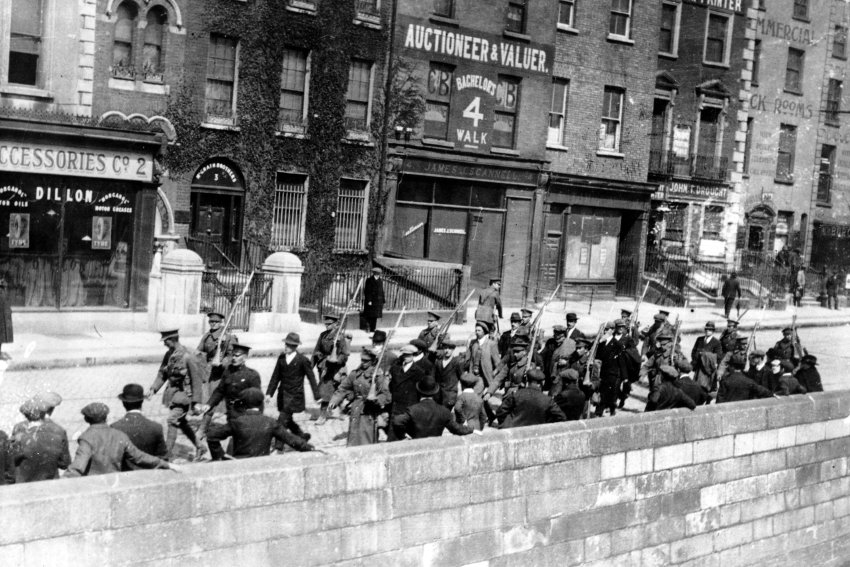
Irlandzcy jeńcy po stłumieniu powstania
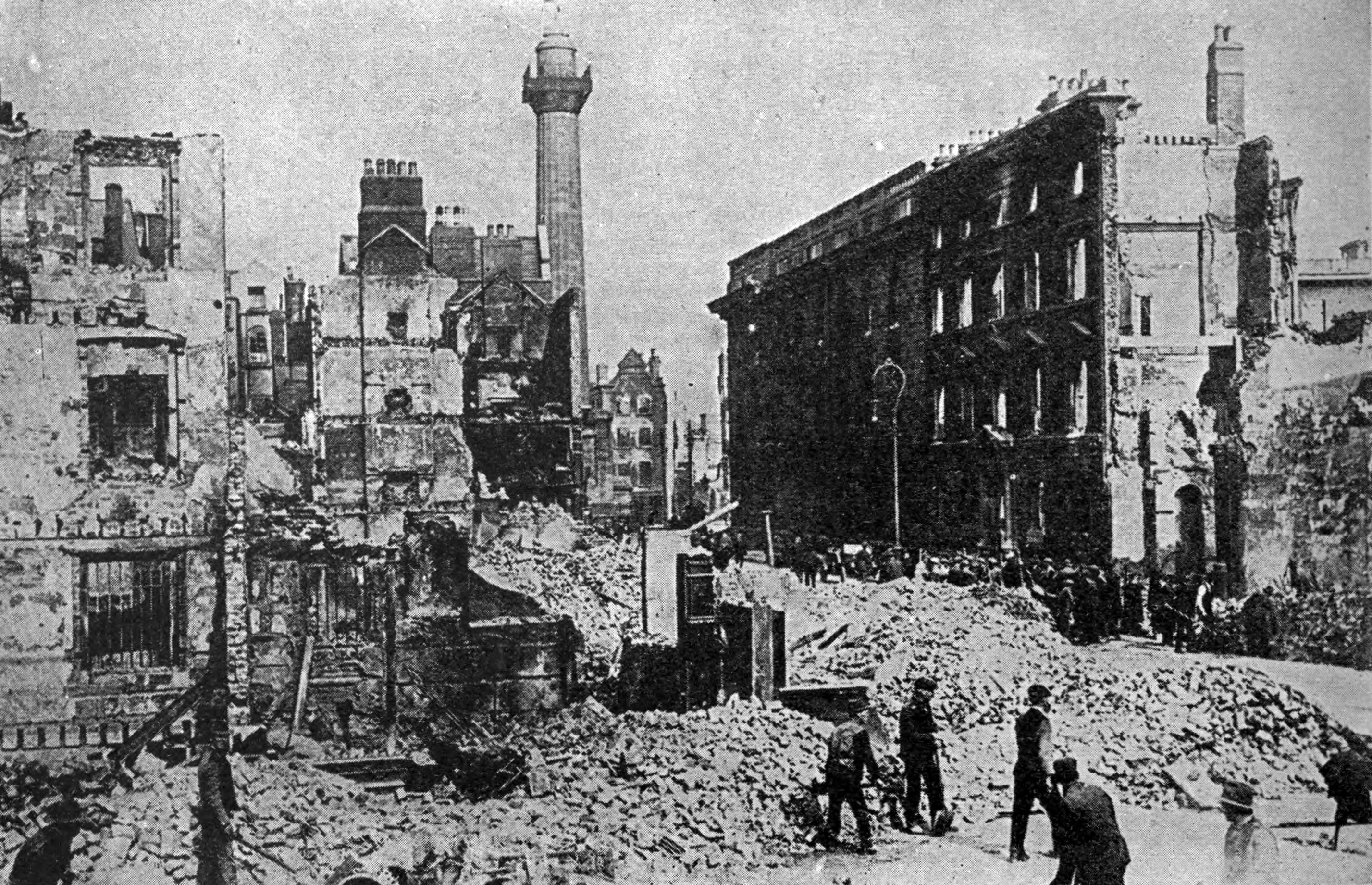
Zniszczone budynki w Dublinie
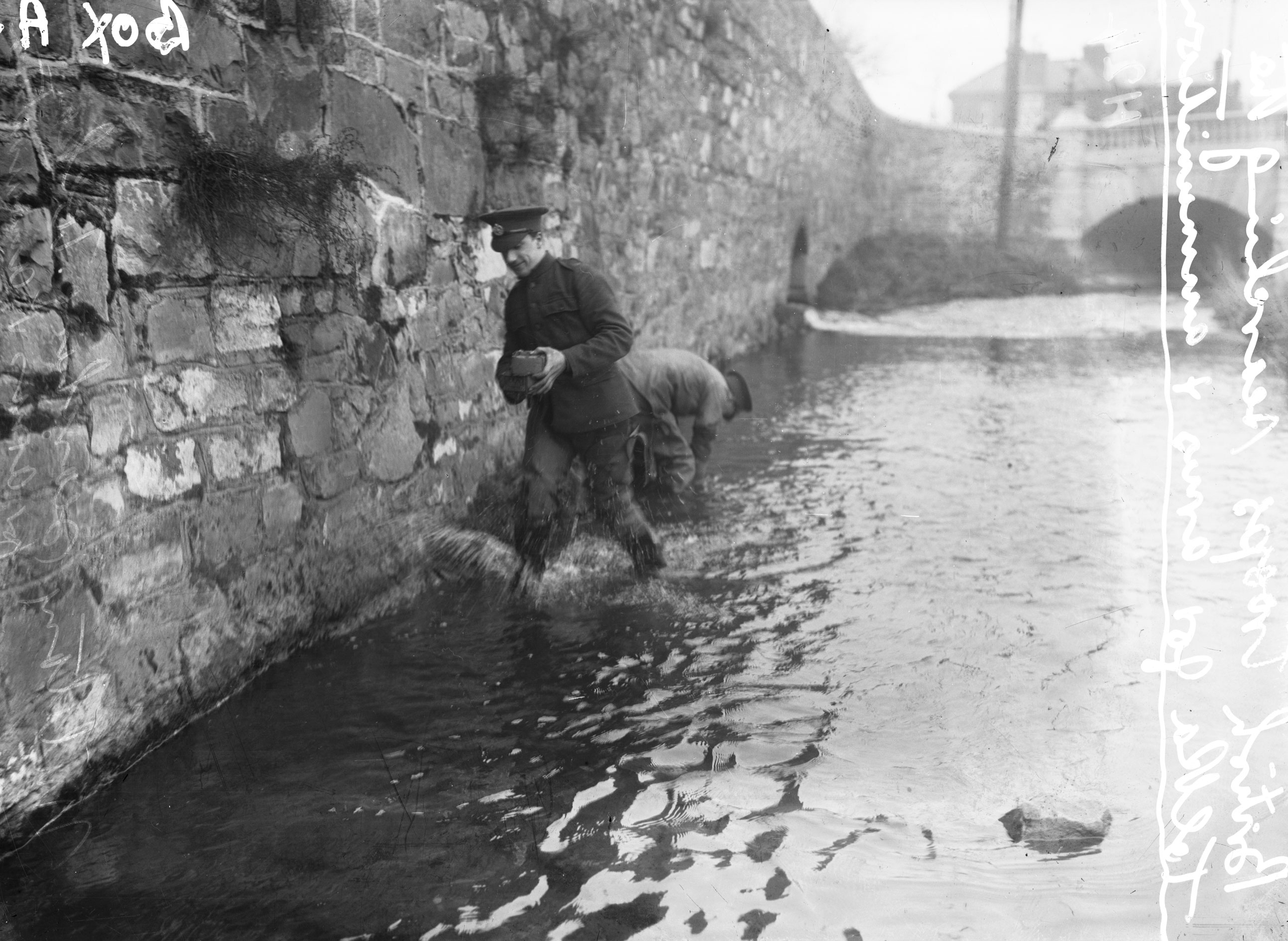
Brytyjscy żołnierze szukający broni i amunicji wyrzuconej do Tolki po powstaniu